# اللاسلطوية في الفلبين
اللاسلطوية (الأناركية) في الفلبين تعود جذورها إلى مرحلة النضال ضد الاستعمار الإمبراطوري الإسباني، وقد أصبحت مؤثرة في الثورة الفلبينية وفي بداية الحركة النقابية في البلاد. وحلت الماركسية اللينينية محل اللاسلطوية باعتبارها الاتجاه الثوري الرائد خلال منتصف القرن العشرين، ثم شهدت عودة للظهور كجزء من ثقافة البانك الفرعية، عقب تفكك الحزب الشيوعي الفلبيني.

## التاريخ
تكمن جذور اللاسلطوية أو الأناركية في الفلبين ضمن الثورات الفلبينية العديدة ضد إسبانيا خلال فترة الاستعمار الإسباني. كانت أحد أولى علامات المقاومة معركة ماكتان، التي تغلب فيها المحاربون الأصليون بقيادة لابو لابو على قوات الإمبراطورية الإسبانية وهزموها شر هزيمة، ما أدى إلى وفاة فرناندو ماجلان. ويُستشهد بشكل شائع بتمرد هو الانتفاضة التي قادها تامبلوت في عام 1621، والتي أحرق خلالها 2000 متمرد من السكان الأصليين الكنائس والآثار المسيحية في جميع أنحاء جزيرة بوهول. امتدت هذه الانتفاضة إلى جزيرة ليتي، حيث اندلعت ثورة بانكاو. وقد قمع الجيش الإسباني الانتفاضات بوحشية وأعدم العديد من المتمردين بأوامر من رجال الدين. قاد شعب مورو أيضًا صراعًا طويلًا ضد الإسبان في مينداناو، ومنع شعب مورو الإمبراطورية من السيطرة على معظم الأرخبيل الجنوبي خلال أغلب تاريخها هناك.
لم تخضع العديد من المجتمعات الأصلية المتنوعة التي سكنت مختلف جزر الأرخبيل لأي دولة قومية مركزية. لكن مع سيطرة الإمبراطورية الإسبانية على الجزر، دُمجت هذه المجتمعات بالقوة في نظام حكم فردي، وفي دولة امتدت على الأرخبيل بأكمله.

### اللاسلطوية في حركة التحرر الوطني
بدأت القومية الفلبينية بالانتشار بسرعة في جميع أنحاء الأرخبيل بعد الثورة المجيدة عام 1868. أطلق عدد من المثقفين الفلبينيين، بما في ذلك خوسيه ريزال ومارسيلو إتش ديل بيلار، حركة دعائية دعت إلى إصلاحات لحكم جزر الهند الشرقية الإسبانية. وفي عام 1890، انتقل ريزال إلى أوروبا، حيث تعرف على الحركات اللاسلطوية الفرنسية والإسبانية. كانت فكرة دعاية الأعمال مصدر إلهام لرواية ريزال الثانية إل فيليبوستيريسمو (El filibusterismo)، والتي تصور ثورة التحرر الوطني ضد السلطات الاستعمارية الإسبانية في الفلبين. وعند عودته إلى مانيلا في عام 1892، أسس ريزال لا ليغا فلبينا، وهي جمعية سرية مكرسة للمساعدة المتبادلة وإنشاء التعاونيات، بالإضافة إلى أنشطة أخرى. قُبض على ريزال بسبب أنشطته في الجمعية ورُحل إلى دابيتان. وهناك بنى مستشفى ونظام إمداد مياه ومدرسة، ودرّس وعمل في الزراعة والبستنة.
عند ترحيل ريزال، أنشأ العديد من القوميين الفلبينيين كاتيبونان، وهي جمعية سرية أخرى، ولكن هذه المرة بهدف الحصول على الاستقلال عن إسبانيا من خلال ثورة. وبوحي من أعمال ريزال، نظمت جمعية كاتيبونان مقاومة مسلحة ضد الحكم الإسباني بقيادة أندريس بونيفاسيو. وبعد اكتشاف أنشطة الجمعية في أغسطس عام 1896، بدأت الثورة الفلبينية. تمرد أعضاء كاتيبونان في كالوكان، وأسسوا جمهورية تاغالوغ وأعلنوا ثورة مسلحة على مستوى البلاد. أما ريزال، الذي لم يكن له دور في الثورة، حوكم عرفيًا بتهمة إثارة التمرد والفتنة والتآمر. أدين بجميع التهم وأعدم رميًا بالرصاص. وفي عام 1897، عُزل بونيفاسيو وأُعدم من قبل إميليو أغينالدو، الذي تولى قيادة الحركة الثورية. وبعد طرد الإسبان من الأرخبيل، أسس أغينالدو ديكتاتورية وأعلن الاستقلال. لكن اتفاقية باريس تنازلت رسميًا عن الفلبين للولايات المتحدة، ما أشعل نزاعًا مسلحًا مع جمهورية الفلبين الأولى المنشأة حديثًا.
خلال الثورة، كان إيسابيلو دي لوس ريس من بين الثوار الذين رُحلوا إلى إسبانيا، حيث سُجن في قلعة مونتجويك. هناك تعرف على عدد من اللاسلطويين والنقابيين، وتعرف على الأدب اللاسلطوي الذي أمده به حارس متعاطف معه. وبعد إطلاق سراحه، التقى بعدد من المفكرين اللاسلطويين، بينهم فرانسيسك فيرير، وقرأ أعمال بيير جوزيف برودون وميخائيل باكونين وبيتر كروبوتكين. بعد استسلام قوات أغينالدو وتأسيس الحكومة الجزيرية في عام 1901، أعيد إيسابيلو إلى مانيلا، وقد جلب معه مجموعة كبيرة من الأدب اللاسلطوي والاشتراكي. وقد ألهمت النقابية اللاسلطوية إيسابيلو لتنظيم موجة من الاحتجاجات والإضرابات العمالية في مانيلا، ما نتج عنه تأسيس نقابة العمال الديمقراطية الفلبينية (يو أو دي)، وهو أول اتحاد نقابي حديث في البلاد. وعندما دعت نقابة العمال الديمقراطية إلى إضراب عام في أغسطس عام 1902، وضعوا تحت مراقبة الشرطة وقُبض على إيسابيلو. ثم قدم إيسابيلو استقالته من النقابة أثناء وجوده في السجن، ولكن منظم العمل هيرمينغيلدو كروز وزعيم الإضراب أرتورو سوريانو تابعا عمله، وسوريانو هو الذي ترجم حوار إريكو مالاتيستا بين الفلاحين إلى اللغة التاغالوغية. انهارت النقابة في النهاية بسبب الانقسامات الداخلية، مع تشكيل المعتدلين بقيادة لوب كي سانتوس اتحاد العمال الفلبيني (يو تي إف) المدعوم من الولايات المتحدة، أما الراديكاليون بقيادة هيرمينغيلدو كروز فشكلوا مؤتمر العمال الفلبينيين (سي أو إف). بدأ سانتوس بعد ذلك بكتابة رواية باناج آت سيكات، وهي رواية عن صديقين: أحدهما اشتراكي والآخر لاسلطوي.